# Asanace Horní Libně

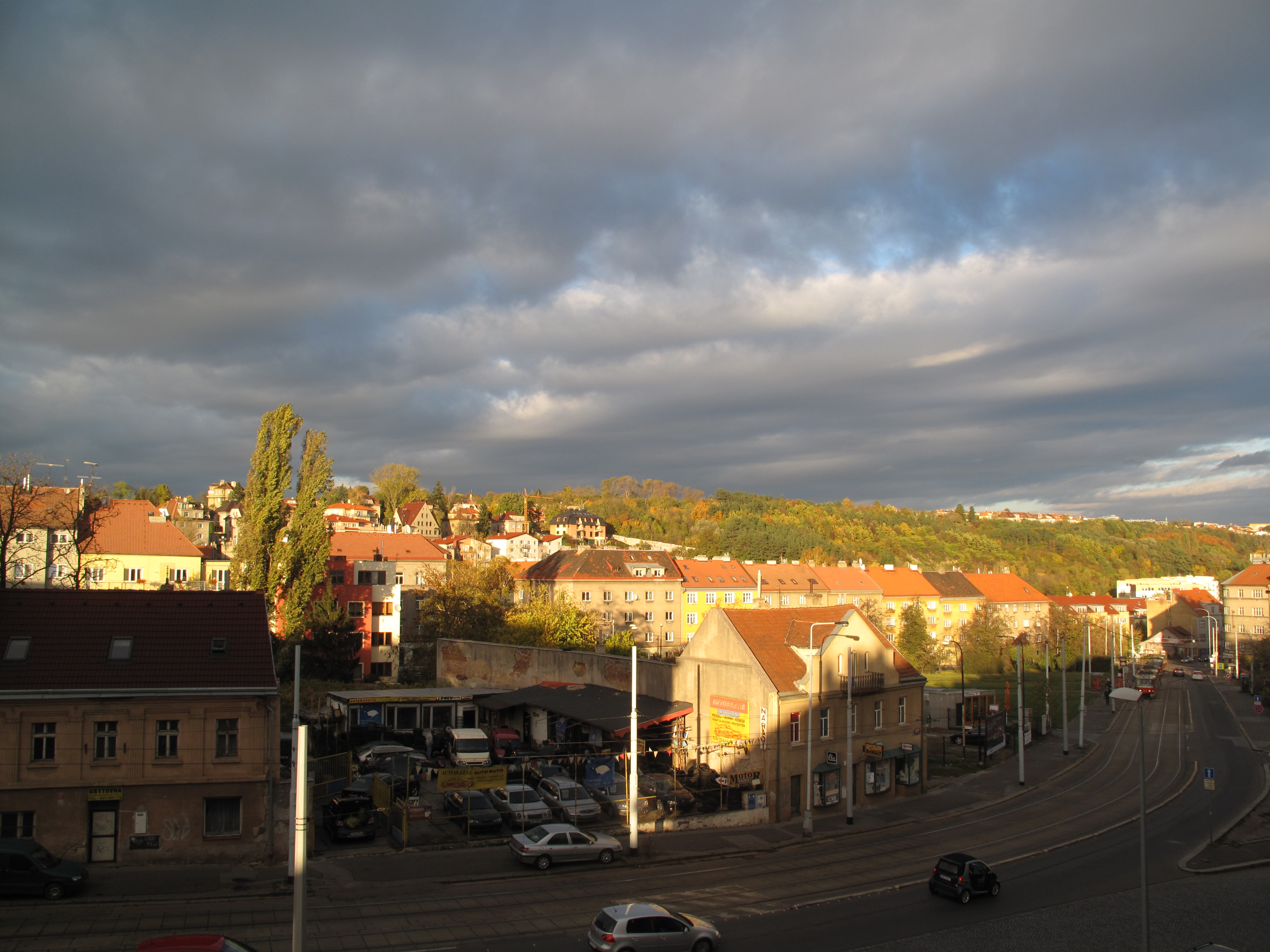
Oblast, která měla být asanována.

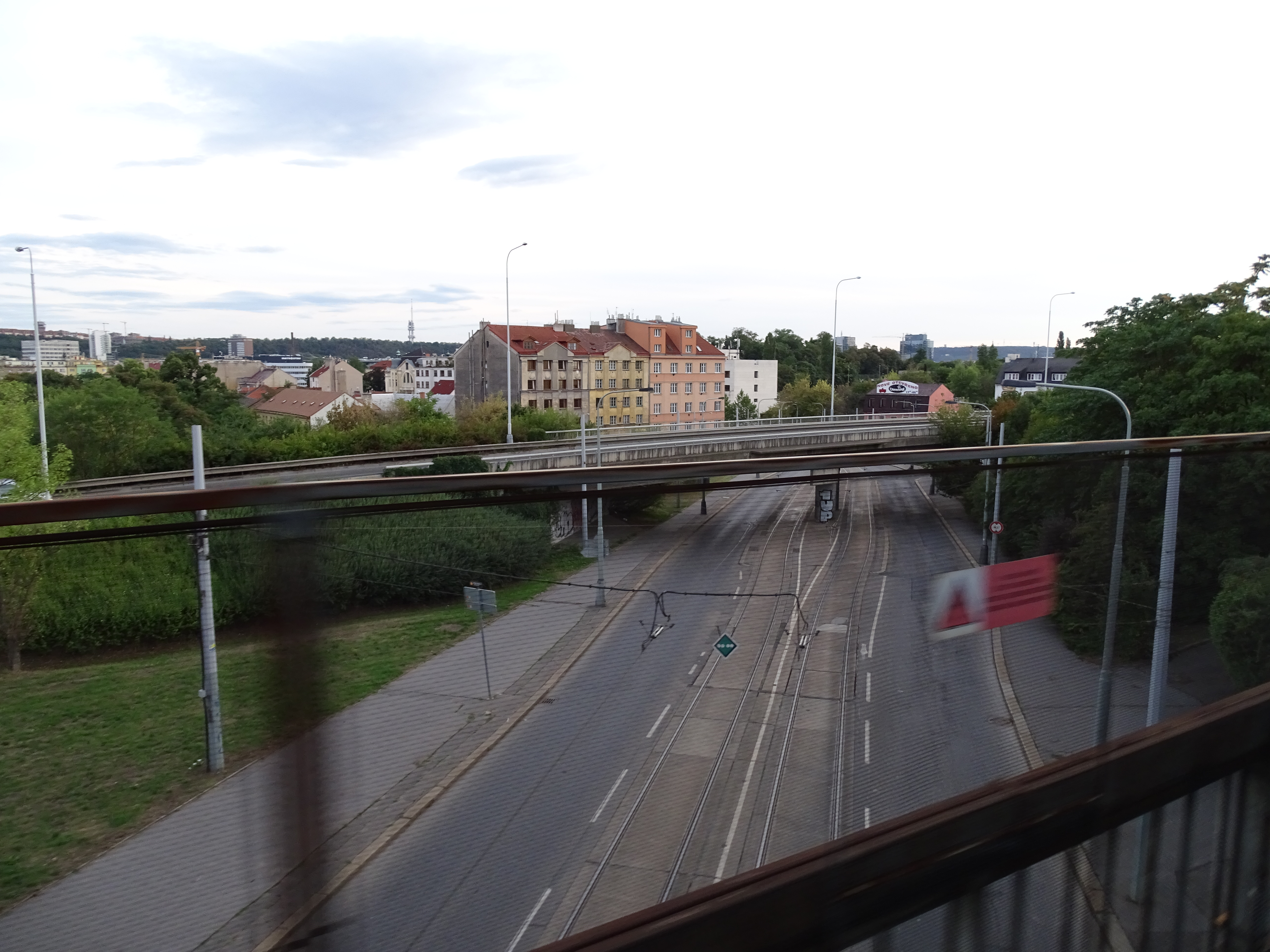
Část zbourané Horní Libně, kudy byla vedena železniční přeložka v rámci přestavby pražského dopravního uzlu.

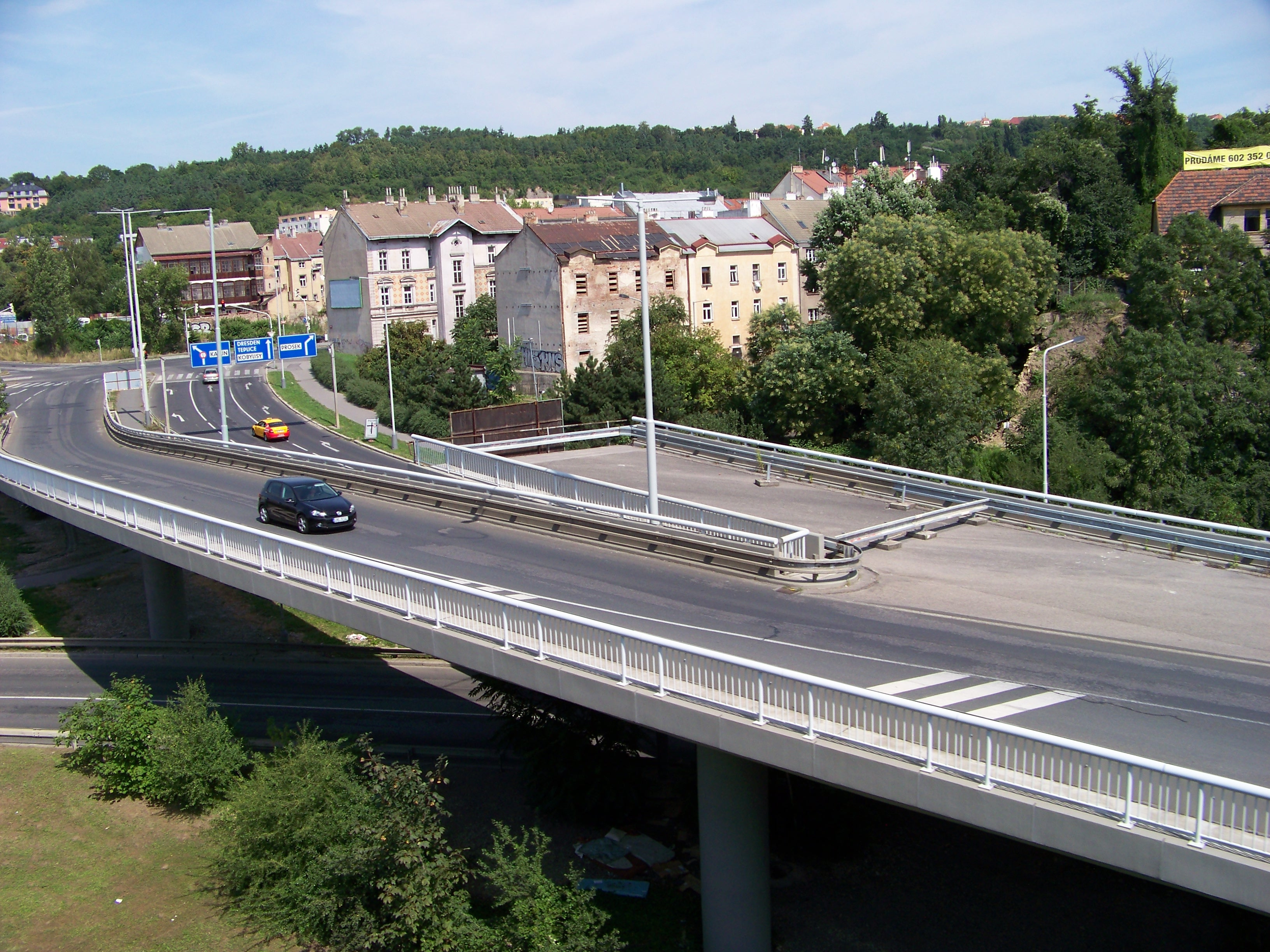
Nedokončené napojení na Libeňskou spojku v Čuprově ulici.

Asanace a přestavba Horní Libně (tj. Libeň severně od Horova náměstí) byl nerealizovaný plán pro oblast stejnojmenné části Prahy v 80. letech 20. století. Vzhledem k sametové revoluci a politickým změnám se nikdy neuskutečnil.

## Důvod
Lokalita byla vytipována již v 60. letech pro přestavbu, především proto, že se jednalo o bytové domy v tehdejší době s neodpovídající velikostí bytů, nesouvislé zástavby. Problém s kvalitou jednotlivých bytů se zhoršoval postupně s tím, jak domy stárly a chátraly. Správce domů, kterým byla tehdy společnost Obvodní podnik bytového hospodářství, nevěnoval dostatečné prostředky na jejich obnovu, čímž se problém ještě zhoršoval.

## Historie
Již v územním plánu Prahy z roku 1976 se objevila celá oblast jako vhodná pro asanaci. Jednalo se o závěr ze studií pro přestavbu celé oblasti, které byly vypracovány již v 60. letech 20. století, do územního plánu metropole z roku 1971 se ale nepromítly.
Výstavba železniční přeložky nicméně znamenala demolici jižní části Horní Libně. Uskutečnila se na přelomu 60. a 70. let 20. století.
Spolu se Žižkovem bylo předpokládáno, že oblast bude první částí širšího centra Prahy, která bude asanována a nahrazena panelovou zástavbou. Ta se měla realizovat v nové uliční síti, která by byla pravoúhlá. V prostoru dnešní Zenklovy ulice se potom měla nacházet čtyproudá komunikace (tzv. Libeňská spojka.), která byla součástí systému rychlostních komunikací hlavního města, tzv. ZÁKOSu. Tato spojka měla vést nejprve v úrovni sídliště, později měla být zapuštěná pod úroveň terénu (jak ukazuje zmíněný územní plán z roku 1976) a nakonec padlo rozhodnutí vést ji pod zemí.
V roce 1982 byla pro oblast vyhlášena stavební uzávěra.
Zachována měla být také tramvajová trať spojující Palmovku s Kobylisy. V centrální části nového sídliště mělo stát nové obchodní centrum pojmenované po Rudé armádě.
V roce 1986 předpokládal územní plán Prahy zbourání zástavby v celé ploše od Náměstí Na Stráži až po Kandertovu ulici. Ulice Zenklova měla být nahrazena čtyřproudou komunikací, vedenou částečně v tunelu. Tunelové vedení vycházelo z projektu Jaroslava Černohorského z roku 1984.
V 80. letech 20. století byla dána priorita přestavbě a asanaci Žižkova, předpokládalo se, že v případě Libně bude přestavba uskutečněna později, nejspíše po roce 2000 (v 12. pětiletce). Politické změny však tyto radikální asanace blokové zástavby z konce 19. století v podstatě ukončily. 

## Výsledek
Plán nakonec nebyl uskutečněn, a to i přesto, že v případě Libně byla plánovaná asanace méně medializována, než jako tomu bylo v případě Žižkova.
Vzhledem k výstavbě železniční přeložky nicméně část Horní Libně skutečně zbourána byla. Na místě původních domů vznikly betonové mosty, nová podoba ulice Povltavská, a na nevyužité ploše vznikla zeleň. Jako příprava pro celou Libeňskou spojku a asanaci byly postaveny severně a jižně od areálu, který měl být vybourán, mimoúrovňové křižovatky (postavené okolo roku 1980). 